# Миллер, Элис Лайман
Элис Лайман Миллер (Alice Lyman Miller; при рождении получил имя Гарольд, Harold) — американская исследовательница-китаевед. Доктор философии (1974). С 2001 года генредактор China Leadership Monitor (CLM) Института Гувера; научный сотрудник последнего. Экс-сотрудник ЦРУ. В 2006 году сменил пол. На протяжении 15 лет преподавала в Naval Postgraduate School. C 1999 года в Стэнфорде.
Вырос на западе штата Нью-Йорк.
Окончил Принстонский университет (бакалавр востоковедения, 1966). В Университета Джорджа Вашингтона получил степени магистра (1969) и доктора философии по истории (1974).
В 1974-1990 годах сотрудник ЦРУ.
В 1980—1990 годах профессорский лектор китайской истории, в 1990—2000 годах адъюнкт-профессор и большую часть этого периода директор программы китаеведения School of Advanced International Studies. С 1999 года в Стэнфорде, преподает на кафедрах истории и политологии, научный сотрудник Института Гувера. В 2002 году под ее редакционным руководством запущен China Leadership Monitor (CLM); после ее отставки в сентябре 2018 года редактором стал Minxin Pei.
Проживала на Тайване, в Японии и Китайской Народной Республике; говорит на китайском языке.
Вторая его супруга также работала в ЦРУ, как и он; есть сын и дочь.
Автор Science and Dissent in Post-Mao China: The Politics of Knowledge (University of Washington Press, 1996) и Becoming Asia: Change and Continuity in Asian International Relations since World War II (Stanford University Press, 2011). Работает над новой книгой под названием The Evolution of Chinese Grand Strategy, 1550-Present.